# Andreas Heinemann (Rechtswissenschaftler)
Andreas Heinemann (* 23. Juni 1962 in Düsseldorf) ist ein deutsch-schweizerischer Rechtswissenschaftler und Ökonom.

## Leben
Heinemann studierte zunächst Rechts- und Wirtschaftswissenschaften in Bonn, Hagen, Genf, Straßburg und München. Nach Beendigung seiner Referendarzeit, die er u. a. in London, Stockholm, Paris und München verbrachte, absolvierte er 1990 und 1991 die École nationale d’administration (ENA, Promotion „Condorcet“).
Seine Promotion zu den Grenzen staatlicher Monopole im EG-Vertrag gewann 1995 den Fakultätspreis der juristischen Fakultät der Ludwig-Maximilians-Universität München. Für seine Habilitation zum geistigen Eigentum in der Wettbewerbsordnung erhielt Heinemann zudem den Habilitations-Förderpreis des bayerischen Staatsministers für Unterricht, Kultus, Wissenschaft und Kunst.
Nach mehreren Lehrstuhlvertretungen an den Universitäten München, Jena und Lausanne war Heinemann von 2001 bis 2007 Inhaber des Lehrstuhls für deutsches Recht der Universität Lausanne. Seit März 2007 ist er Ordinarius für Handels-, Wirtschafts- und Europarecht der Universität Zürich. Ab 2011 gehörte er der Schweizer Wettbewerbskommission an, ab 2012 als Vizepräsident und von 2017 bis 2022 als Präsident. Nachfolger wurde Laura Melusine Baudenbacher.

## Werke (Auswahl)
- Die Freiburger Schule und ihre geistigen Wurzeln. München 1989.
- Grenzen staatlicher Monopole im EG-Vertrag (= Münchener Universitätsschriften. Reihe der Juristischen Fakultät. Band 116). München 1996.
- Immaterialgüterschutz in der Wettbewerbsordnung. Eine grundlagenorientierte Untersuchung zum Kartellrecht des geistigen Eigentums (= Jus Privatum. Band 65). Tübingen 2002.
- Schuldrecht (= de Gruyter Lehrbuch. 11. Auflage). Berlin 2017.
- mit Thomas Möller et al.: The Enforcement of Competition Law in Europe. Cambridge 2007.
- Ökonomischer Patriotismus in Zeiten regionaler und internationaler Integration. Zur Problematik staatlicher Aufsicht über grenzüberschreitende Unternehmensübernahmen (= Beiträge zur Ordnungspolitik des Walter Eucken Instituts. Band 175). Tübingen 2011.
- mit Vincent Martenet: Droit de la concurrence (= Quid iuris? Band 6). Genf/Zürich/Basel 2012.
- mit Andreas Kellerhals: Wettbewerbsrecht in a nutshell. Zürich/St. Gallen 2014.
- mit Anton K. Schnyder: Internationales Wirtschaftsrecht in a nutshell. Zürich/St. Gallen 2017.